# Fontanar (kommunhuvudort)
Fontanar är en kommunhuvudort i Spanien.   Den ligger i provinsen Provincia de Guadalajara och regionen Kastilien-La Mancha, i den centrala delen av landet, 60 km nordost om huvudstaden Madrid. Fontanar ligger 677 meter över havet och antalet invånare är 1 393.
Terrängen runt Fontanar är platt åt nordväst, men åt sydost är den kuperad. Fontanar ligger nere i en dal som går i nord-sydlig riktning. Runt Fontanar är det tätbefolkat, med 442 invånare per kvadratkilometer. Närmaste större samhälle är Guadalajara, 10,7 km söder om Fontanar. Trakten runt Fontanar består till största delen av jordbruksmark.